# Красний Пахар (Октябрський район)
Кра́сний Па́хар (рос. Красный Пахар) — хутір у складі Октябрського району Оренбурзької області, Росія.

## Населення
Населення — 51 особа (2010; 69 у 2002).
Національний склад (станом на 2002 рік):
- росіяни — 38 %
- казахи — 33 %